# Супербоул V
Супербоул V (англ. Super Bowl V) — решающая игра Национальной футбольной лиги в сезоне 1970 года. В матче получили право играть лучшая команда Национальной футбольной конференции «Даллас Ковбойз» и Американской футбольной конференции «Балтимор Колтс».
Игра прошла 17 января 1971 года на стадионе «Оранж Боул» в городе Майами (штат Флорида), в присутствии 79204 зрителей.
Победу в матче одержала команда «Балтимор Колтс» со счётом 16:13. Это единственный Супербоул, в котором самым ценным игроком был признан член проигравшей команды: лайнбекер «Далласа» Чак Хоули, который сделал два перехвата в матче

## Ход матча

### Первая половина
В первой половине счёт закрыл (13-6 в пользу Далласа) непринятый пас в пару секундах от конца.

### Вторая половина
В третьей четверти тачдаун Балтимора сравнял счет 13-13.

### Финал
За 9 секунд до конца игрок Балтимора забил филд гол, который выиграет для Балтимора матч. Через розыгрыш перехват игрока Балтимора закончил матч.